# 安田臣
安田臣（やすだ かたし、1911年9月11日 - 1977年2月9日）は日本人の建築家。建設省営繕局監督課長を経て、1963年に独立。建設省時代に手がけた大分県庁舎、島根県庁舎及びその周辺整備計画にて日本建築学会賞を受賞した。山陰地方に多く作品が見られる。

## 略歴
島根県邑智郡邑南町に生まれる。1937年（昭和12年）早稲田大学理工学部建築学科卒業。卒業後、同潤会技師を経て、住宅営団技師。戦後は広島県の戦災復興都市計画に参加。
建設省発足後は営繕局建築課建設専門官、九州地方建設局営繕部長を経て、1962年営繕局監督課長に就任。1963年に退官し、東京都港区赤坂に安田臣建設設計事務所を開設し、代表取締役となる。独立以後は、建設主事試験委員、一級建築士審査会委員、中央建築工審査会委員、早稲田大学理工学部講師などを歴任。1977年2月9日、胃がんのため、東京大学医学部附属病院にて死去。

## 主な作品
- 大分県庁舎
- 島根県庁舎及びその周辺整備計画
- 島根県民会館
- 白鳥会館
- プラザ佐治
- 加茂町山村開発センター
- 中小企業研修所本館
- 匹見タウンホール
- 島根会館（東京都渋谷区緑ヶ丘町）